# Repat Armenia
 (décembre 2023).
La mise en forme du texte ne suit pas les recommandations de Wikipédia : il faut le « wikifier ».
Les points d'amélioration suivants sont les cas les plus fréquents. Le détail des points à revoir est peut-être précisé sur la page de discussion.
- Les titres sont pré-formatés par le logiciel. Ils ne sont ni en capitales, ni en gras.
- Le texte ne doit pas être écrit en capitales (les noms de famille non plus), ni en gras, ni en italique, ni en « petit »…
- Le gras n'est utilisé que pour surligner le titre de l'article dans l'introduction, une seule fois.
- L'italique est rarement utilisé : mots en langue étrangère, titres d'œuvres, noms de bateaux, etc.
- Les citations ne sont pas en italique mais en corps de texte normal. Elles sont entourées par des guillemets français : « et ».
- Les listes à puces sont à éviter, des paragraphes rédigés étant largement préférés. Les tableaux sont à réserver à la présentation de données structurées (résultats, etc.).
- Les appels de note de bas de page (petits chiffres en exposant, introduits par l'outil «  Source ») sont à placer entre la fin de phrase et le point final[comme ça].
- Les liens internes (vers d'autres articles de Wikipédia) sont à choisir avec parcimonie. Créez des liens vers des articles approfondissant le sujet. Les termes génériques sans rapport avec le sujet sont à éviter, ainsi que les répétitions de liens vers un même terme.
- Les liens externes sont à placer uniquement dans une section « Liens externes », à la fin de l'article. Ces liens sont à choisir avec parcimonie suivant les règles définies. Si un lien sert de source à l'article, son insertion dans le texte est à faire par les notes de bas de page.
- La présentation des références doit suivre les conventions bibliographiques. Il est recommandé d'utiliser les modèles {{Ouvrage}}, {{Chapitre}}, {{Article}}, {{Lien web}} et/ou {{Bibliographie}}. Le mode d'édition visuel peut mettre en forme automatiquement les références.
- Insérer une infobox (cadre d'informations à droite) n'est pas obligatoire pour parachever la mise en page.

Pour une aide détaillée, merci de consulter Aide:Wikification.
Si vous pensez que ces points ont été résolus, vous pouvez retirer ce bandeau et améliorer la mise en forme d'un autre article.
La Fondation Repat Armenia (en Arménien «Վերադարձ Հայաստան» հիմնադրամ,  «Veradardz Hayastan» Himnadram), est une organisation non gouvernementale à but non lucratif qui se consacre à la promotion du rapatriement en Arménie et au soutien de l'intégration des individus et des familles dans la société arménienne.
Fondée en août 2012, l'organisation fonctionne avec un personnel à temps plein basé à Erevan, ainsi qu'avec un réseau mondial de partenaires.

## Histoire
Repat Armenia a été fondée en 2012 par 12 rapatriés et membres de la diaspora partageant les mêmes idées. L'organisation visait initialement à créer une plateforme d'information pour fournir aux rapatriés potentiels des conseils pratiques sur divers aspects du rapatriement et de l'intégration. Au fil du temps, Repat Armenia s'est transformée en une institution composée d'un personnel, offrant un soutien individualisé à ceux qui envisagent de se rapatrier.

## Services et programme

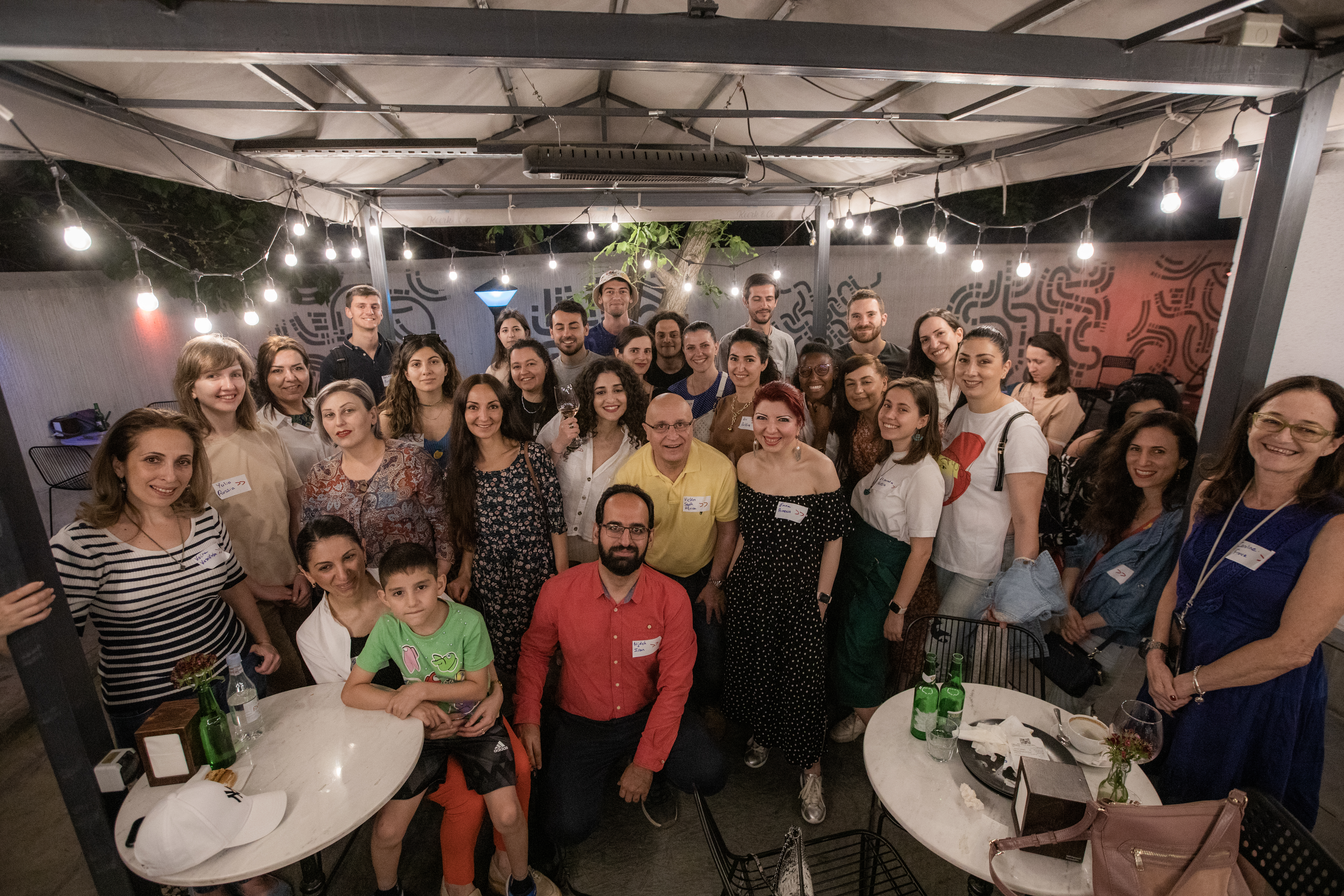
Réunion régulière de mise en réseau des rapatriés et des expatriés à Erevan, avril 2022

Repat Armenia propose une gamme de services aux personnes qui envisagent de s'installer en Arménie. Ces services comprennent des consultations en ligne et hors ligne présentant les programmes et les opportunités de prérapatriement, couvrant les sujets de rapatriement et d'intégration, des ressources d'information sur le déménagement, la vie et le travail en Arménie, une assistance à l'emploi, des événements de mise en réseau, et un programme d'assurance maladie dédié aux membres de la communauté.

## Programmes mis en œuvre

### Forums Imagine Armenia (depuis 2012)
Repat Armenia a organisé plus de 20 forums Imagine Armenia dans les principales communautés de la diaspora arménienne à travers le monde, notamment à Boston, Moscou, Kiev, Toronto, Montréal, Tbilissi, Téhéran et Paris. Les communautés arméniennes ont eu l'occasion de découvrir les expériences des rapatriés, de différentes organisations et entreprises qui ont réussi en Arménie. Au cours des forums, le public a pu en apprendre davantage sur les possibilités de volontariat et les opportunités professionnelles de travailler et d'acquérir de l'expérience en Arménie.

### Annuaire des entreprises de Siramark (2016-2019)
En 2016, Repat Armenia a créé une plateforme Internet qui a permis aux utilisateurs de trouver rapidement des informations sur le large éventail de restaurants, de boutiques et de cafés appartenant à des Syro-Arméniens à Erevan. Elle a également permis aux propriétaires d'entreprises syriennes d'élargir leur clientèle et de développer une base de clients meilleure et durable. En plus des informations de base sur les contacts et l'emplacement, le profil de chaque entreprise comprend une histoire personnelle sur le fondateur et le directeur général, agrémentée de photos et/ou de vidéos. Plus de 1000 Syro-Arméniens ont participé à ce projet.

### Repat Start Up (2019)
Le programme de mentorat Repat Start Up a aidé des personnes innovantes prêtes à lancer un nouveau projet qui aurait un impact direct sur le développement de l'Arménie. Les participants ont bénéficié d'un mentorat professionnel individuel adapté à leurs besoins, et le programme a couvert le coût du loyer d'un espace de coworking pendant une année entière. En outre, le programme a fourni une assistance commerciale, juridique et comptable, ainsi qu'une assistance en matière de marketing et de relations publiques sous la forme d'événements de rencontre, de contenu sur le site web de Repat Armenia et d'entretiens avec différents médias, ainsi qu'un réseau d'introduction avec des professionnels en Arménie et dans la diaspora.

### Armenia Works 4U (2021-2022)

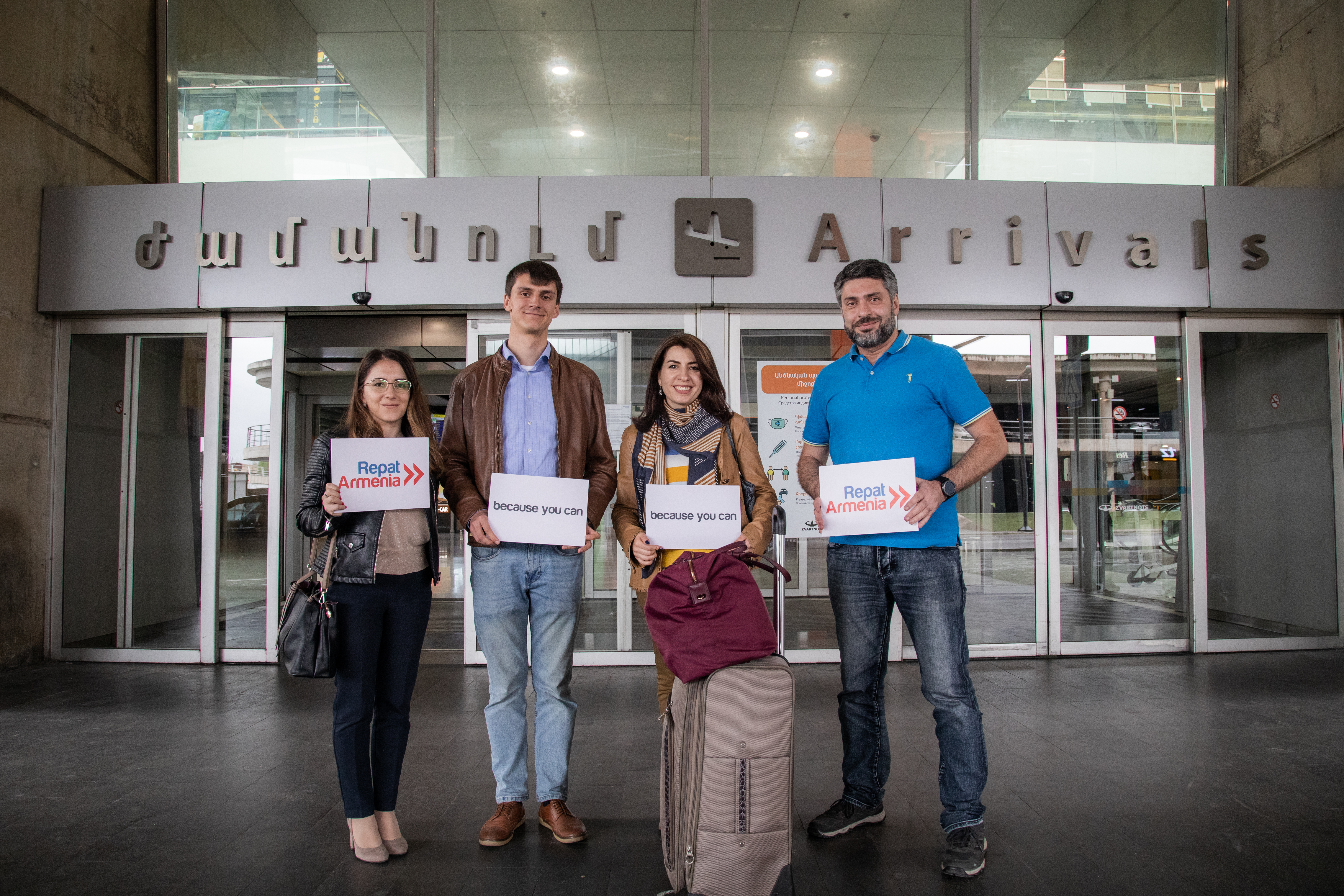
Rencontre avec un participant au programme Armenia Works 4U à l'aéroport international de Zvartnots, mai 2022

La Fondation Repat Armenia a mis en œuvre avec succès un programme pilote   «Armenia Works 4U»  à la fin de l'année 2021 pour le rapatriement professionnel des Arméniens libanais. 80% des personnes rapatriées dans le cadre de ce programme ont poursuivi leur carrière en Arménie. Compte tenu de l'intérêt croissant pour le rapatriement et de son importance exceptionnelle pour le renforcement de la mère patrie, le programme a été étendu aux Arméniens vivant en Russie, en Ukraine et en Biélorussie au printemps 2022. Le programme est actuellement en suspens.

### Cours de langue arménienne gratuits (2023)
Les cours de langue arménienne gratuits de Repat Armenia sont conçus pour favoriser l'intégration sociale et professionnelle des rapatriés récents en Arménie. Les cours disponibles sont les suivants
- Arménien élémentaire pour les rapatriés russophones
- Arménien élémentaire pour les rapatriés anglophones
- Arménien intermédiaire
- Cours d'adaptation de l'arménien occidental à l'arménien oriental

## L'impact
L'organisation compte une communauté de plus de 12 000 membres, dont des rapatriés et des expatriés de divers pays, ainsi que des Arméniens de la diaspora. Elle reçoit environ 1 000 demandes d'aide au rapatriement et à l'intégration par an, avec des candidats d'origines et de nationalités très diverses.

### Guide du rapatriement en Arménie
Depuis 2021, Repat Armenia publie un guide complet pour les rapatriés, qui offre des informations pratiques et des conseils sur divers aspects du déménagement, de la vie et du travail en Arménie. Le guide couvre des sujets tels que l'obtention de la citoyenneté et de la résidence, la réinstallation des biens, l'enregistrement d'une adresse, l'obtention d'un numéro de sécurité sociale, l'inscription dans les écoles, l'ouverture de comptes bancaires, l'obtention d'une assurance maladie et la recherche d'un logement. Il est disponible en anglais, en russe et en français.